# 맞아 죽을 각오로 쓴 친일 선언
《맞아 죽을 각오로 쓴 친일 선언》은 대한민국의 가수 조영남이 쓴 에세이이다. 원래 제목은 <맞아 죽을 각오로 쓴 백년 만의 친일선언>이다.

## 목차
1. 두 개의 생년월일
2. 일본에 눌러 살 수 있을까
3. 나는 친일파다
4. 韓류 뒤집어 日류 보기
5. 일본을 만나다
6. 나에게 일본을 돌려 다오

## 같이 보기
- 일본의 우익 단체
- 산케이 신문
- 구로다 가쓰히로